# 博沙斯泰勒
博沙斯泰勒（法語：Beauchastel，法語發音：[boʃastɛl]）是法国阿尔代什省的一个市镇，属于普里瓦区。

## 地理
博沙斯泰勒（44°49'33"N, 4°48'11"E）面积8.46 平方千米，位于法国奥弗涅-罗讷-阿尔卑斯大区阿尔代什省，该省份为法国东南部内陆省份，北起顺时针与卢瓦尔省、伊泽尔省、德龙省、沃克吕兹省、加尔省、洛泽尔省和上盧瓦爾省接壤。
与博沙斯泰勒接壤的市镇（或旧市镇、城区）包括：吉亚克和布吕扎克、圣乔治莱班、圣洛朗迪帕普、罗讷河畔拉武尔特、罗讷河畔埃图瓦勒。

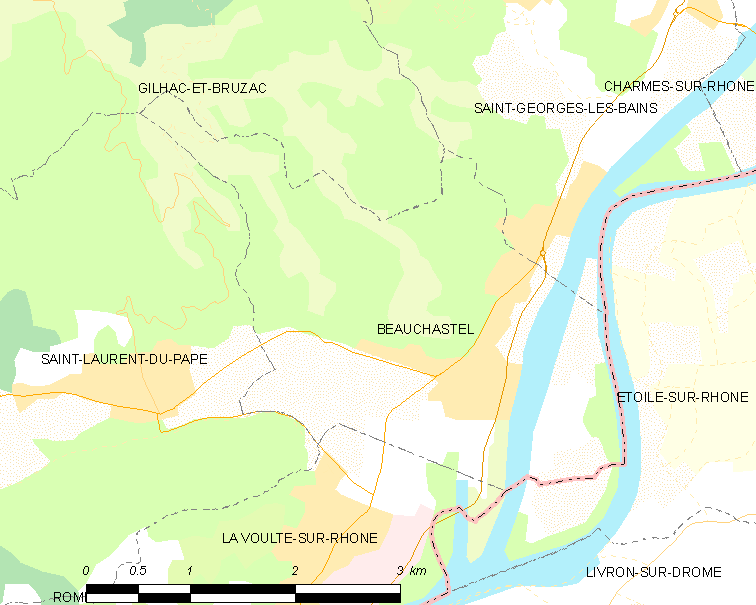
博沙斯泰勒的OSM定位图

博沙斯泰勒的时区为UTC+01:00、UTC+02:00（夏令时）。

## 行政
博沙斯泰勒的邮政编码为07800，INSEE市镇编码为07027。

## 政治
博沙斯泰勒所属的省级选区为罗讷-埃里约县。

## 人口

1962-2008年间博沙斯泰勒人口变化图示

博沙斯泰勒于2022年1月1日时的人口数量为1847人。